# Cosmethis pinguis
Cosmethis pinguis är en fjärilsart som beskrevs av Walker 1864. Cosmethis pinguis ingår i släktet Cosmethis och familjen mätare. Inga underarter finns listade i Catalogue of Life.